# Suak Putat
Suak Putat is een bestuurslaag in het regentschap Muaro Jambi van de provincie Jambi, Indonesië. Suak Putat telt 1282 inwoners (volkstelling 2010).